# 失衡丽蚌
失衡丽蚌（学名：Lamprotula tortuosa）为蚌科丽蚌属的动物，俗名猪耳蚌、老窝子，是中国的特有物种。分布于江苏、安徽、江西、湖北、湖南等地，多栖息于水深、冬季不干枯的湖泊河流以及多栖于泥底或泥沙底的流水环境中。